# Furacão Fiona
O furacão Fiona foi um ciclone tropical poderoso e de longa duração que causou danos generalizados em Porto Rico, Hispaniola e leste do Canadá. A sexta tempestade nomeada, terceiro furacão e primeiro furacão maior da temporada de furacões no Atlântico de 2022, Fiona se desenvolveu a partir de uma onda tropical que emergiu da África Ocidental, antes de se transformar em uma depressão tropical a leste das Ilhas de Sotavento em 14 de setembro. Em 15 de setembro, foi atribuído o nome de Fiona, embora o ar seco e o cisalhamento de vento moderado a forte tenham impactado o sistema. Em 16 de setembro, passou por Guadalupe ao entrar no mar do Caribe e se fortaleceu em um furacão ao se aproximar de Porto Rico dois dias depois. Poucas horas depois, o olho de Fiona desembarcou ao longo da costa sudoeste de Porto Rico, perto de Punta Tocon, entre os municípios de Lajas e Cabo Rojo às 19h20 UTC, de acordo com o Centro Nacional de Furacões dos Estados Unidos (NHC). O furacão então passou a atingir a República Dominicana logo depois, e depois se fortaleceu no primeiro furacão maior da temporada. À medida que a tempestade se movia lentamente pelas Ilhas Turcas e Caicos, continuou a se fortalecer e atingiu o status de categoria 4 no dia seguinte, enquanto acelerava para o norte. A tempestade, depois de passar por ciclos de substituição da parede do olho, atingiu o pico de 1 minuto de ventos sustentados de 210 km/h (130 mph) e uma pressão mínima de 932 hPa (27,52 inHg).
Como a primeira ilha atingida pela tempestade, Guadalupe recebeu chuvas quase recordes sobre o território francês, deixando 40% da população sem água por alguns dias. Em Porto Rico, a pior inundação desde Maria em 9017 foi sentida em todo o Território, e ocorreu um apagão em toda a ilha. Um terço da população do Território ficou sem água e pelo menos dezesseis pessoas morreram lá. Na República Dominicana e nas Ilhas Turcas e Caicos, fortes chuvas e inundações atingiram os países caribenhos, juntamente com ventos fortes.
Fiona também foi o ciclone mais intenso a impactar o Canadá já registrado, com base na pressão atmosférica.

## História meteorológica
No início de 12 de setembro, o Centro Nacional de Furacões (NHC) começou a monitorar uma onda tropical sobre o Atlântico tropical central para um desenvolvimento gradual, embora as condições ambientais para o desenvolvimento fossem avaliadas apenas como marginalmente favoráveis. Mesmo assim, a atividade de chuvas e trovoadas dentro da perturbação começou a se concentrar mais tarde naquele mesmo dia, depois aumentou e ficou melhor organizada durante o dia seguinte. A circulação associada ao sistema tornou-se mais definida e persistiu durante a noite e na manhã de 14 de setembro, alcançando organização suficiente para designar como Depressão Tropical Sete mais tarde naquele dia. Apesar dos efeitos contínuos de cisalhamento de oeste moderado e fluxo de ar seco de nível médio, novas imagens de satélite indicaram que a depressão havia se fortalecido, portanto, às 01:45 UTC em 15 de setembro, tornou-se a tempestade tropical Fiona.

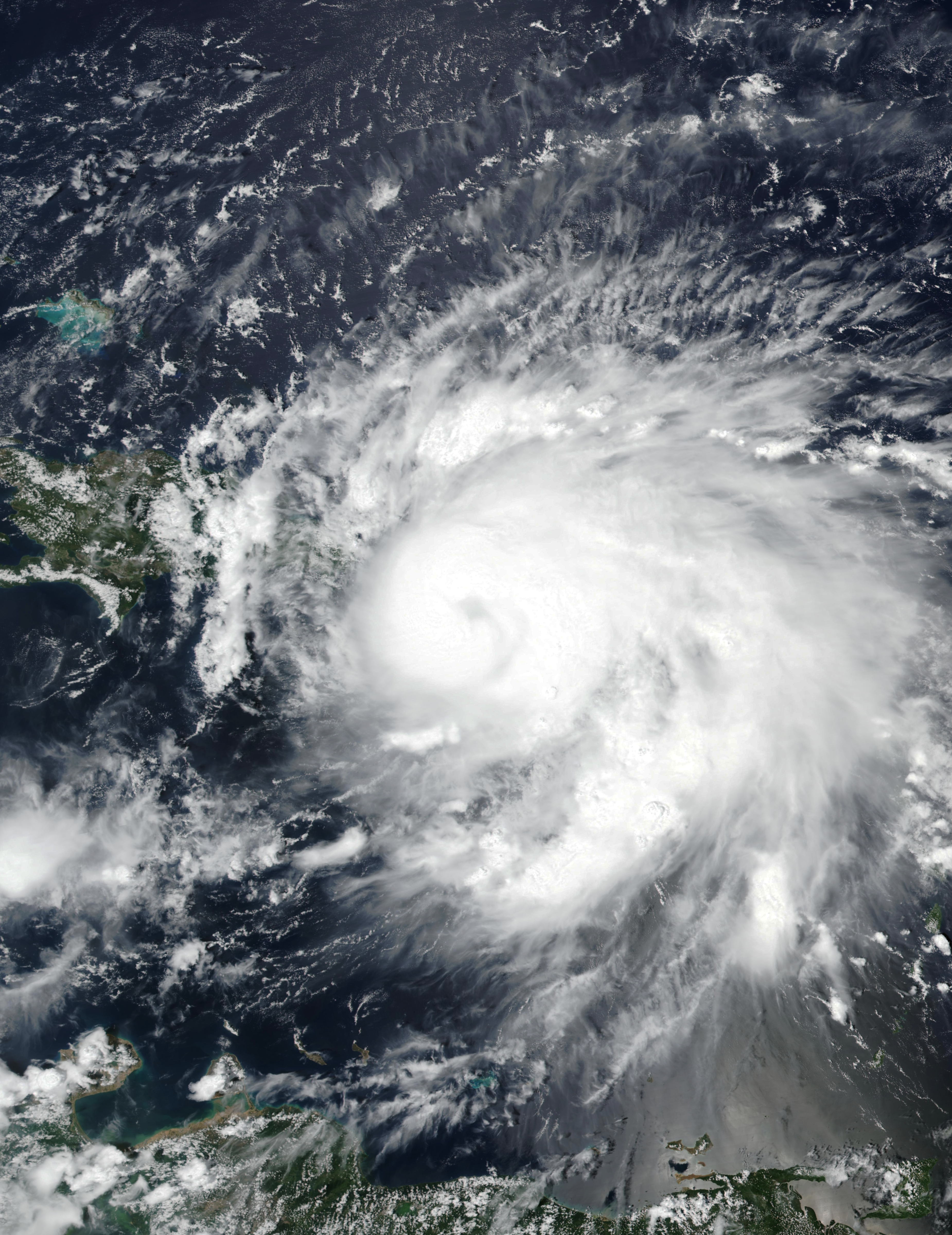
Furacão Fiona em aproximação a Porto Rico e Hispaniola em 18 de setembro

A tempestade passou ao norte de Guadalupe em 16 de setembro, quando entrou no leste do Caribe. No início de 18 de setembro, a tempestade se fortaleceu em um furacão quando se aproximou de Porto Rico. Poucas horas depois, o olho de Fiona atingiu a costa sudoeste de Porto Rico, perto de Punta Tocon, entre os municípios de Lajas e Cabo Rojo, às 19h20 UTC em 18 de setembro, com ventos máximos sustentados de 75 kn (139 km/h) e uma pressão central mínima de 986 mbar (29.1 inHg), de acordo com o Centro Nacional de Furacões. A tempestade surgiu sobre a passagem de Mona e se fortaleceu um pouco mais antes de atingir a República Dominicana, perto de Boca de Yuma, por volta das 07:30 UTC na manhã seguinte, com ventos máximos sustentados de 80 kn (150 km/h) e uma pressão central mínima de 977 mbar (28.9 inHg). Fiona enfraqueceu um pouco em terra, mas depois de emergir na costa norte da República Dominicana e voltar sobre o Oceano Atlântico, começou a se intensificar novamente, atingindo a intensidade de categoria 2 às 21:00 UTC em 19 de setembro.
Em seguida, atingiu a intensidade de categoria 3 às 06:00 UTC na manhã seguinte, tornando-se o primeiro grande furacão da temporada. O fortalecimento gradual continuou e Fiona tornou-se uma furacão categoria 4 às 06:00 UTC de 21 de setembro. Às 00:00 UTC em 23 de setembro, Fiona atingiu uma pressão central mínima de 932 mb (27.5 inHg) a 30,8°N, o menor valor nessa latitude sobre o Oceano Atlântico Norte desde pelo menos 1979. Fiona então enfraqueceu um pouco, caindo para o status de categoria 3 às 09:00 UTC, mas voltou a fortalecer a força de categoria 4 seis horas depois; naquele momento, com uma pressão central de 936 mbar (27.6 inHg) ou inferior, a tempestade também foi o furacão de categoria 4 mais intensa no Atlântico registrado em uma latitude tão ao norte. Seis horas depois, quando começou a interagir com um cavado de nível médio a superior, Fiona começou a enfraquecer novamente e acelerou para norte-nordeste a 64 km/h (40 mph), e posteriormente tornou-se um ciclone pós-tropical. Às 07:00 UTC em 24 de setembro, o centro de ex-Fiona desembarcou na península de Canso, Nova Escócia, perto de Guysborough; com base em observações de uma estação meteorológica próxima em Hart Island, a pressão central na época foi estimada em 931 mbar (27.5 inHg), o menor já registrado em associação com um ciclone pós-tropical no Canadá, e provavelmente um novo recorde nacional de qualquer tempestade pendente de verificação.

## Preparações

Ciclone pós-tropical Fiona chegando à Nova Escócia em 24 de setembro

Após a nomeação de Fiona, alertas de tempestades tropicais foram emitidos para as ilhas de Saba, Santo Eustáquio, São Martinho, Antígua e Barbuda, São Cristóvão e Neves, Monserrate e Anguila. Estes foram aumentados para avisos de tempestade tropical dois boletins depois, com os alertas sendo estendidos ao sul para Guadalupe, São Bartolomeu e São Martinho. À medida que Fiona se movia para o oeste, alertas de tempestades tropicais foram colocados em prática para Porto Rico e as Ilhas Virgens Americanas. Partes da República Dominicana também tiveram alertas de tempestades tropicais implementados.
Em 17 de setembro, os primeiros alertas de furacão foram implementados para Porto Rico e, logo depois, para a República Dominicana. Às 14:00 UTC do mesmo dia, o alerta de furacão em Porto Rico foi atualizado para um alerta de furacão com o alerta sendo estendido para as Ilhas Virgens Americanas.
Ao se aproximar do Atlântico Canadá, a força sem precedentes de Fiona levou o Centro Canadense de Furacões a alertar os moradores sobre "chuvas fortes" e poderosos "ventos com força de furacão". O centro também chamou o evento de "grave". Bob Robichaud, meteorologista do Meio Ambiente e Mudanças Climáticas do Canadá, disse que a tempestade será uma que "todo mundo se lembra".

## Impacto
| País/Região          | mortos | prejuízos (USD) | Ref.                               |
| -------------------- | ------ | --------------- | ---------------------------------- |
| Guadalupe            | 1      | ≥$100 milhões   | [ 36 ]                             |
| Dominica             | 0      | Desconhecido    |                                    |
| Porto Rico           | 21     | $10 mil milhões | [ 37 ] [ 38 ] [ 39 ]               |
| República Dominicana | 2      | Desconhecido    | [ 39 ]                             |
| Turcas e Caicos      | 0      | Desconhecido    |                                    |
| Bermudas             | 0      | Desconhecido    |                                    |
| Canada               | 3      | ≥$2 bilhões     | [ 37 ] [ 40 ] [ 41 ] [ 42 ] [ 43 ] |
| Total                | 27     | ≥$12.1 bilhões  |                                    |

Um total de 27 mortes foram confirmadas em todo o Caribe e Canadá pelo furacão.

### Guadalupe
| Ciclones tropicais mais severos — em Guadalupe Recordes obtidos | Ciclones tropicais mais severos — em Guadalupe Recordes obtidos | Ciclones tropicais mais severos — em Guadalupe Recordes obtidos | Ciclones tropicais mais severos — em Guadalupe Recordes obtidos | Ciclones tropicais mais severos — em Guadalupe Recordes obtidos | Ciclones tropicais mais severos — em Guadalupe Recordes obtidos |
| Precipitação                                                    | Precipitação                                                    | Precipitação                                                    | Tempestade                                                      | Local                                                           | Ref                                                             |
| Ranking                                                         | mm                                                              | in                                                              | Tempestade                                                      | Local                                                           | Ref                                                             |
| --------------------------------------------------------------- | --------------------------------------------------------------- | --------------------------------------------------------------- | --------------------------------------------------------------- | --------------------------------------------------------------- | --------------------------------------------------------------- |
| 1                                                               | 582                                                             | 22.9                                                            | Luis 1995                                                       | Dent de l'est (Soufrière)                                       |                                                                 |
| 2                                                               | 534                                                             | 21.0                                                            | Fiona 2022                                                      | Saint-Claude                                                    | [ 44 ]                                                          |
| 3                                                               | 508                                                             | 20.0                                                            | Marilyn 1995                                                    | Saint-Claude                                                    | [ 45 ]                                                          |
| 4                                                               | 466                                                             | 18.3                                                            | Lenny 1999                                                      | Gendarmerie                                                     | [ 46 ]                                                          |
| 5                                                               | 389                                                             | 15.3                                                            | Hugo 1989                                                       |                                                                 |                                                                 |
| 6                                                               | 318                                                             | 12.5                                                            | Hortense 1996                                                   | Maison du Volcan                                                | [ 47 ]                                                          |
| 7                                                               | 300                                                             | 12                                                              | Jeanne 2004                                                     |                                                                 | [ 48 ]                                                          |
| 8                                                               | 223.3                                                           | 8.79                                                            | Cleo 1964                                                       | Deshaies                                                        | [ 45 ]                                                          |
| 9                                                               | 200                                                             | 7.87                                                            | Erika 2009                                                      |                                                                 | [ 49 ]                                                          |
| 10                                                              | 165.3                                                           | 6.51                                                            | Earl 2010                                                       | Sainte-Rose (Viard)                                             | [ 50 ]                                                          |

Guadalupe recebeu grandes quantidades de chuva, a uma taxa de mais de 150 mm por hora em alguns lugares onde os rios arrastaram estradas e pontes, e uma pessoa morreu quando sua casa foi levada pelas inundações perto da Rivière des Pères no distrito de Basse-Terre. Os bombeiros realizaram 130 intervenções e 23 pessoas foram resgatadas. O swell ciclônico atingiu 2 a 4 metros e as rajadas ultrapassaram os 90 km/h com pico de 105 km/h em Baie-Mahault e 98 km/h em Anse-Bertrand. O ministro Jean-François Carenco declarou área de desastre natural em 22 de setembro.

### Porto Rico
| Ciclones tropicais mais severos — em Porto Rico Recordes obtidos | Ciclones tropicais mais severos — em Porto Rico Recordes obtidos | Ciclones tropicais mais severos — em Porto Rico Recordes obtidos | Ciclones tropicais mais severos — em Porto Rico Recordes obtidos | Ciclones tropicais mais severos — em Porto Rico Recordes obtidos | Ciclones tropicais mais severos — em Porto Rico Recordes obtidos |
| Precipitação                                                     | Precipitação                                                     | Precipitação                                                     | Tempestade                                                       | Local                                                            | Ref                                                              |
| Ranking                                                          | mm                                                               | in                                                               | Tempestade                                                       | Local                                                            | Ref                                                              |
| ---------------------------------------------------------------- | ---------------------------------------------------------------- | ---------------------------------------------------------------- | ---------------------------------------------------------------- | ---------------------------------------------------------------- | ---------------------------------------------------------------- |
| 1                                                                | 1,058.7                                                          | 41.68                                                            | Furacão #15 (1970)                                               | Jayuya 1 SE                                                      | [ 45 ]                                                           |
| 2                                                                | 962.7                                                            | 37.90                                                            | Maria 2017                                                       | Caguas                                                           | [ 51 ]                                                           |
| 3                                                                | 845.6                                                            | 33.29                                                            | Eloise 1975                                                      | Dos Bocas                                                        | [ 45 ]                                                           |
| 4                                                                | 804.4                                                            | 31.67                                                            | Isabel 1985                                                      | Toro Negro Forest                                                | [ 52 ]                                                           |
| 5                                                                | 796.0                                                            | 31.34                                                            | Fiona 2022                                                       | Ponce                                                            | [ 53 ]                                                           |
| 6                                                                | 775.0                                                            | 30.51                                                            | Georges 1998                                                     | Jayuya                                                           | [ 45 ]                                                           |
| 7                                                                | 751.8                                                            | 29.60                                                            | San Felipe II 1928                                               | Adjuntas                                                         | [ 54 ]                                                           |
| 8                                                                | 662.2                                                            | 26.07                                                            | Hazel 1954                                                       | Toro Negro Tunnel                                                | [ 55 ]                                                           |
| 9                                                                | 652.5                                                            | 25.69                                                            | Klaus 1984                                                       | Guavate Camp                                                     | [ 45 ]                                                           |
| 10                                                               | 596.4                                                            | 23.48                                                            | Hortense 1996                                                    | Cayey 1 NW                                                       | [ 45 ]                                                           |

Em 18 de setembro, o furacão Fiona causou uma queda de energia em todo Porto Rico. Os ventos da tempestade cobriram toda a ilha trazendo fortes chuvas. Naquele dia, o presidente dos EUA, Joe Biden, declarou estado de emergência devido ao furacão. Um aviso de inundação repentina foi declarado em 19 de setembro. As estradas ficaram sem pavimentação devido às chuvas torrenciais de Fiona, os telhados das casas foram arrancados e pelo menos uma ponte foi completamente destruída. Um milhão de pessoas, cerca de 33% da população, ficaram sem água potável. Dois dias após a tempestade, menos de 10% dos clientes tiveram sua energia restaurada. Um medidor perto de Ponce mediu 31,34 polegadas de chuva (796 milímetros), enquanto os ventos chegaram a 182 km/h (113 mph). Muitos deslizamentos de terra foram registrados em toda a ilha. Cerca de US $ 100 milhões de dólares em agricultura foram perdidos.
O presidente dos EUA, Joe Biden, declarou estado de emergência devido à tempestade em 18 de setembro de 2022, e todos os voos de e para o [[Aeroporto Internacional Luis Muñoz Marin] foram cancelados. No mesmo dia, os efeitos das chuvas maciças de Fiona cortaram toda a energia em Porto Rico. Pelo menos dezesseis mortes em Porto Rico foram atribuídas ao furacão.

### República Dominicana
O olho do furacão Fiona atingiu a costa ao longo da costa da República Dominicana perto de Boca de Yuma às 07:30 UTC de 19 de setembro. Foi o primeiro furacão a atingir o país em 18 anos.
O presidente Luis Abinader declarou estado de emergência em cinco províncias do sudeste e três províncias do nordeste e programou visitar as províncias mais danificadas em 20 de setembro de 2022; La Altagracia, El Seibo e Hato Mayor. Mais de um milhões de pessoas ficaram sem água corrente e outras 350.000 no país ficaram sem eletricidade no país após a passagem de Fiona. Totais de precipitação generalizada de 200–410 mm (8–16 in) encharcou o país. Pelo menos 2 pessoas morreram e 600 casas foram destruídas na República Dominicana.

### Turcas e Caicos
O olho de Fiona passou pela ilha Grande Turca, afetando severamente as telecomunicações no arquipélago. Pelo menos 40% do território ficou sem eletricidade, com apagões totais relatados em Caicos do Norte, Caicos do Centro, Caicos do Sul, Grande Turca e Salt Cay. 30% de Providenciales sofreram quedas de energia. Apesar disso, os danos no arquipélago foram moderados, não tendo sido relatadas mortes.

### Bermudas
Apesar de passar a oeste da ilha, o grande tamanho de Fiona produziu ventos com força de tempestade tropical sustentados sobre as Bermudas por várias horas; Aeroporto Internacional L.F. Wade perto de Hamilton relatou uma rajada de 150 km/h (93 mph). Mais de 80% da ilha sofreu quedas de energia, mas no geral, não houve grandes danos.

### Leste do Canadá
Fiona fez um desembarque no Canadá no início da manhã de 24 de setembro perto de Whitehead como uma tempestade pós-tropical com velocidades de vento sustentadas de 165 km/h (103 mph).
Fiona afetou as quatro províncias do Canadá Atlântico, bem como Québec. A tempestade causou grandes inundações nas Ilhas da Madalena do Québec, sudeste de Nova Brunswick, Ilha Príncipe Eduardo, nordeste da Nova Escócia, e sul da Terra Nova. Milhares de árvores foram derrubadas e arrancadas na Nova Escócia a partir de Halifax para leste, bem como a maior parte do sudeste de Nova Brunswick, a maior parte de P.E.I, e algumas partes da Terra Nova.
Rajadas de vento de quilômetro por hora foram relatadas em Arisaig com uma altura de água recorde (antes das ondas) de 2,73 metros em Channel-Port aux Basques, Terra Nova. Pelo menos 20 casas foram danificadas ou destruídas na Terra Nova, principalmente em Channel-Port aux Basques, com quase 200 pessoas deslocadas.
Fiona deixou mais de 500.000 pessoas sem energia, incluindo 80% de todos os clientes da Nova Escócia e 95% dos clientes da PEI.
Uma mulher de Port aux Basques foi morta quando a sua casa foi destruída e levada para o oceano; outra pessoa morreu de envenenamento por monóxido de carbono enquanto operava um gerador elétrico na Ilha do Príncipe Eduardo. Outro homem em Lower Prospect, Nova Escócia foi arrastado para o mar e presumivelmente morto.
Fiona é o "sistema de baixa pressão mais profundo jamais registado em solo canadiano", com uma pressão de 932,6 milibares.
Teacup Rock, uma formação rochosa e atração turística local na costa perto de Thunder Cove, Ilha do Príncipe Eduardo, foi destruída após a passagem do furacão Fiona. Fiona também causou grave erosão no sistema duna da província, particularmente dentro do Parque Nacional da Ilha do Príncipe Eduardo.
Em 25 de setembro, o vice-primeiro-ministro do Québec Geneviève Guilbault voou para as Ilhas da Madalena para ver os danos causados pela tempestade.
As perdas seguradas da Fiona no Canadá estão estimadas entre $300 e 700 milhões de USD, o que faria dela o furacão mais caro da história do Canadá.

## Consequências

### Porto Rico
Pelo menos 670 pessoas foram resgatadas de locais impactados após o dilúvio de Fiona. O presidente dos EUA, Joe Biden, aprovou uma declaração de desastre para a ilha, permitindo financiamento para busca e resgate, remoção de detritos e abrigo e comida, entre outras acomodações, por um mês. Danos e detritos deixados por Fiona impediram que equipes de resgate e funcionários entrassem nas áreas afetadas. Até 22 de setembro, 470 pessoas e 48 animais de estimação permaneciam em abrigos. A declaração de desastre de Biden também permitiu que a FEMA ajudasse sobreviventes em 55 municípios e assistência pública em todos os 78 deles. 7 milhões de litros de água, 4 milhões de refeições prontas, mais de 215 geradores, 100.000 lonas e mais foram fornecidos em quatro armazéns ao redor de Porto Rico.

### República Dominicana
Uns dias mais tarde o perfeito da cidade de Nova Iorque Eric Adams visitou a República Dominicana e Porto Rico. Depois da visita, ele pediu uma conta suplementar de $3.7 bilhões para ajuda de emergência e nutricional.